# Xenorhina similis
Xenorhina similis är en groddjursart som först beskrevs av Richard G. Zweifel 1956.  Xenorhina similis ingår i släktet Xenorhina och familjen Microhylidae. IUCN kategoriserar arten globalt som livskraftig. Inga underarter finns listade i Catalogue of Life.